# Cacia unda
Cacia unda là một loài bọ cánh cứng trong họ Cerambycidae.